# Хрестоносці

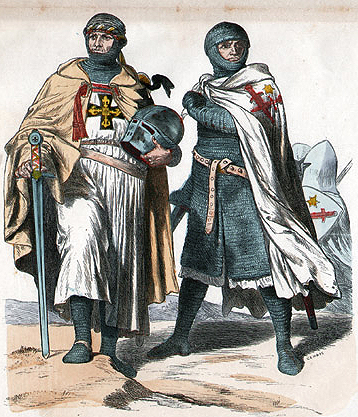
Хрестоносці.

Хрестоно́сці (від лат. crucesignatus, «позначений хрестом»; англ. crusader, ісп. і порт. cruzado, італ. crociato, нім. Kreuzritter, Kreuzzügler, фр. croisé) — учасники хрестових походів. Зазвичай нашивали на одяг зображення хреста як знак своїх добрих намірів. У вузькому значенні — лицар-християнин, учасник хрестового походу. У широкому значенні — християнин будь-якого стану (лицар, клірик чи простолюдин), що є учасником хрестового походу.
У 1095 році Папа Урбан II проголосив перший похід на Клермонському соборі. Він заохочував військову підтримку візантійського імператора Олексія  I Комніна та закликав до збройного паломництва до Єрусалиму. У всіх соціальних прошарках Західної Європи це викликало ентузіазм. Учасники їхали з усієї Європи та мали різноманітні мотиви- релігійний порятунок, виконання феодальних зобов’язань, можливості для слави та економічні чи політичні переваги. Пізніші експедиції проводилися загалом більш організованими арміями, іноді очолюваними королем. Усім учасникам  було надано папські індульгенції.Початкові успіхи привели до заснування чотирьох держав хрестоносців: графство Едеса ; Антіохійське князівство; Єрусалимське королівство; і графство Триполі. Європейська присутність у певній формі зберігалася в регіоні до падіння Акри в 1291 році. Після цього подальших великих військових кампаній не було організовано.
Інші санкціоновані церквою кампанії включають хрестові походи проти християн, які не підкорювалися папським постановам, і єретиків, проти Османської імперії та з політичних мотивів. Боротьба проти маврів на Піренейському півострові — Реконкіста — завершилася в 1492 році падінням Гранади. З 1147 року Північні хрестові походи велися проти язичницьких племен у Північній Європі. Хрестові походи проти християн розпочалися з Альбігойського хрестового походу в XIII столітті і продовжилися під час гуситських війн на початку XV століття. Хрестові походи проти османів почалися наприкінці XIV століття і включають Хрестовий похід до Варни. Народні хрестові походи, включно з Хрестовим походом дітей 1212 року, були породжені масами і не були санкціоновані Церквою.

## Термінологія
Термін «хрестовий похід» вперше стосувався військових експедицій, здійснених європейськими християнами в XI, XII і XIII  століттях до Святої Землі. Конфлікти, до яких застосовується цей термін, були розширені, щоб охопити інші кампанії, ініційовані, підтримувані та іноді керовані Латинською Церквою з різними цілями, переважно релігійними, іноді політичними. Ці війни відрізнялися від попередніх християнських релігійних воєн тим, що вважалися вправою покаяння, тому учасники отримували відшкодування від покарань за всі зізнані гріхи. [1] Що таке хрестовий похід, розуміють по-різному, особливо щодо ранніх хрестових походів, і точне визначення залишається предметом дебатів серед сучасних істориків. [2] [3]
Під час Першого хрестового походу для кампанії використовувалися iter, «подорож» і peregrinatio, «паломництво». Термінологія хрестоносців майже не відрізнялася від термінології християнського паломництва протягом 12  століття. Спеціальний термін для хрестоносців у формі crucesignatus — «підписаний хрестом» — з’явився на початку 12 століття. Це призвело до появи французького терміну croisade — хресна дорога. [2] До середини 13-го  століття хрест став основним описом хрестових походів з crux transmarina — «заморський хрест» — використовувався для хрестових походів у східному Середземномор’ї, а crux cismarina — «хрест по цей бік моря» — для тих, що в Європі. [4] Використання croiserie, «хрестовий похід» у середньоанглійській мові можна датувати бл.  1300, але сучасний англійський «хрестовий похід» датується початком 1700-х років. [5] Держави хрестоносців Сирії та Палестини були відомі як «Outremer» від французького outre-mer, що означає «земля за морем». [6]

## Хрестові походи і Свята Земля, 1095-1291
До кінця XI  століття період територіальної експансії ісламських арабів закінчився на багато століть. Віддаленість Святої Землі від ісламської боротьби за владу забезпечила відносний мир і процвітання в Сирії та Палестині. Мусульмансько-західноєвропейські контакти були лише мінімальними в конфлікті на Піренейському півострові Візантійська імперія та ісламський світ були давніми центрами багатства, культури та військової могутності. Вони розглядали Західну Європу як глушину, яка представляє невелику організовану загрозу До 1025 року візантійський імператор Василь II максимально розширив територіальне відновлення. Кордони простягалися на схід до Ірану. Болгарія та більша частина південної Італії були під контролем, а піратство було придушено в Середземному морі. Відносини імперії з ісламськими сусідами були не більш сварливими, ніж її відносини зі слов'янами чи західними християнами. нормани в Італії ; на півночі печеніги, серби та половці ; і турки-сельджуки на сході змагалися з Імперією, і імператори вербували найманців — навіть іноді від своїх ворогів — щоб впоратися з цим викликом. [9] 
Політичну ситуацію в Західній Азії змінили пізніші хвилі турецької міграції, зокрема прихід турків-сельджуків у X столітті. Раніше вони були незначним правлячим кланом із Трансоксанії, але нещодавно прийняли іслам і мігрували до Ірану. За два десятиліття після свого прибуття вони завоювали Іран, Ірак і Близький Схід. Сельджуки та їхні послідовники походили з сунітської традиції. Це призвело їх до конфлікту в Палестині та Сирії з Фатімідами, які були шиїтами. [10] Сельджуки були кочовими, тюркомовними та інколи шаманськими, дуже відрізнялися від своїх осілих, арабомовних підданих. Ця відмінність і управління територією на основі політичних уподобань і конкуренція між незалежними князями, а не географією, послабили владні структури. [11] У 1071 році візантійський імператор Роман IV Діоген спробував протистояти, щоб придушити спорадичні набіги сельджуків, що призвело до його поразки в битві при Манцікерті. Колись історики вважали цю подію ключовою, але тепер Манцікерт розглядається як лише один крок у розширенні Великої імперії Сельджуків. [12]
Еволюція християнської теології війни розвинулась із зв’язку римського громадянства з християнством, коли громадяни були зобов’язані боротися з ворогами імперії. Вчення про священну війну походить від теолога IV ст. Святого Августина. Він стверджував, що агресивна війна є гріхом, але визнав, що «справедлива війна» може бути раціональною, якщо вона була проголошена законною владою, була оборонною або для повернення земель і без надмірного рівня насильства. [13] [14] У Західній Європі для вирішення суперечок зазвичай використовувалися насильницькі дії, і папство намагалося пом’якшити це. [15] Історики вважали, що рухи «Мир і Боже перемир’я» обмежували конфлікт між християнами з X  ст.; вплив помітний у промовах Урбана II. Інші історики стверджують, що ефективність була обмеженою і вона зникла до часу хрестових походів. [16] Папа Олександр II розробив систему вербування за допомогою присяги для військового забезпечення, яку його наступник Папа Григорій VII поширив на всю Європу. [17] В 11-му  столітті християнський конфлікт з мусульманами на південних периферіях християнського світу спонсорувала Церква, включаючи облогу Барбастро та норманське завоювання Сицилії. [18] У 1074 році Григорій  VII запланував демонстрацію військової сили для зміцнення принципу папського суверенітету. Його бачення священної війни на підтримку Візантії проти сельджуків було першим прототипом хрестового походу, але не знайшло підтримки. [19]
Перший хрестовий похід був несподіваною подією для сучасних літописців, але історичний аналіз показує, що він мав коріння в більш ранніх подіях, коли і священнослужителі, і миряни визнавали роль Єрусалиму в християнстві як гідну покаяльного паломництва. У 1071 році Єрусалим був захоплений турецьким полководцем Ацизом, який захопив більшу частину Сирії та Палестини в рамках експансії сельджуків на Близький Схід. Влада сельджуків над містом була слабкою, і паломники, що поверталися, повідомляли про труднощі та утиски християн. Бажання Візантії отримати військову допомогу збігалося зі зростаючою готовністю західної знаті прийняти папське військове керівництво. [20] [21]

## Перший хрестовий похід
Докладніше: Перший хрестовий похід
У 1095 році візантійський імператор Олексій I Комнін попросив військової допомоги у папи Урбана II на соборі в П'яченці. Ймовірно, він очікував невеликої кількості найманців, якими міг би керувати. Олексій відновив фінанси та авторитет імперії, але все ще стикався з численними іноземними ворогами. Пізніше того ж року на Клермонській раді Урбан знову підняв це питання та проповідував хрестовий похід. [22] Майже одразу французький священик Петро Пустельник зібрав тисячі переважно бідних у Народний хрестовий похід. [23] Подорожуючи Німеччиною, німецькі банди вбивали єврейські громади в Рейнської області під час широкомасштабної антиєврейської діяльності. [24] Євреї сприймалися такими ж ворогами, як і мусульмани. Їх вважали відповідальними за розп'яття, і їх було помітно швидше. Люди дивувалися, навіщо їм долати тисячі миль, щоб боротися з невіруючими, коли їх було багато ближче до дому. [25] Незабаром після того, як вони покинули контрольовану Візантією територію під час подорожі до Нікеї, ці хрестоносці були знищені в турецькій засідці в битві при Чіветоті. [26]
Конфлікт з Урбаном II означав, що король Франції Філіп I та імператор Священної Римської імперії Генріх  IV відмовилися від участі. Аристократи з Франції, Західної Німеччини, Нідерландів, Лангедоку та Італії очолювали незалежні контингенти в розхитаних, мінливих угодах, заснованих на зв’язках владицтва, родини, етнічної приналежності та мови. Старший державний діяч Раймонд IV, граф Тулузи, був першим, йому суперничали відносно бідний, але войовничий італо-нормандський Боемунд Тарентський і його племінник Танкред. Готфрід Буйонський і його брат Балдуін, а також війська з Лотарингії, Лотарінгії та Німеччини також приєдналися. Ці п'ять князів були ключовими для кампанії, яка була посилена північно-французькою армією на чолі з Робертом Куртозом, графом Стефаном II Блуа та графом Робертом II Фландрським. [27] Загальна кількість могла досягати 100 000 осіб, включаючи некомбатантів. Вони подорожували на схід по суші до Константинополя, де їх обережно зустрів імператор. [28] Олексій переконав багатьох князів присягнути йому на вірність і що їхньою першою метою має бути Нікея, столиця султанату Рум. Султан Кілідж Арслан покинув місто, щоб вирішити територіальну суперечку, що дозволило захопити його після облоги Нікеї та штурму Візантійського флоту на піку латино-грецької співпраці. [29]
в битві при Аскалоні 12 серпня. [37] Більшість хрестоносців вважали своє паломництво завершеним і повернулися до Європи. Коли справа дійшла до майбутнього управління містом, саме Ґотфрід взяв на себе керівництво та титул Advocatus Sancti Sepulchri, Захисник Гробу Господнього. Присутність військ з Лотарингії припинила можливість того, що Єрусалим стане церковною територією, і претензії Раймонда. [38] У Годфріа залишилося лише 300 лицарів і 2000 піхотинців. Танкред також залишився з амбіціями отримати власне князівство. [39]
Ісламський світ, здається, ледве зареєстрував хрестовий похід; звичайно, є обмежені письмові свідчення до 1130 року. Частково це може бути наслідком небажання розповідати про поразку мусульман, але, швидше за все, це результат культурного непорозуміння. Аль-Афдал Шаханшах і мусульманський світ прийняли хрестоносців за останніх у довгій лінії візантійських найманців, а не за релігійно вмотивованих воїнів, які мали намір завоювати та осісти. [40] Мусульманський світ був поділений між сунітами Сирії та Іраку та шиїтськими Фатімідами Єгипту. Турки вважали єдність недосяжною після смерті султана Малік-Шаха в 1092 році з ворогуючими правителями в Дамаску та Алеппо. [41] Крім того, у Багдаді сельджукський султан Баркіярук і аббасидський халіф аль-Мустазір вели боротьбу за владу. Це дало хрестоносцям вирішальну можливість консолідуватися без будь-якої панісламської контратаки. [42]

## Початок 12 ст.
Урбан II помер 29 липня 1099 року, через чотирнадцять днів після захоплення Єрусалиму хрестоносцями, але до того, як звістка про подію дійшла до Риму. Його наступником став Папа Пасхалій II, який продовжив політику своїх попередників щодо Святої Землі. [43] Ґодфрі помер у 1100 році. Дагоберт Пізанський, латинський патріарх Єрусалиму та Танкред сподівалися, що Боемунд прийде на південь, але його схопили датчани. [44] Лотарингці зірвали спробу захоплення влади і дозволили брату Годфріа, Балдуїну I, отримати корону. [45]
Пасхалій II сприяв широкомасштабному хрестовому походу 1101 року на підтримку залишилися франків. Цей новий хрестовий похід був подібний до Першого хрестового походу, і до нього у Візантії приєднався Раймонд Сен-Жільський. Командування було роздроблене, а сили розділені на три частини: [43]
- Війська Кілідж-Арслана пережили в основному лангобардські війська та були знищені за три дні в битві при Мерсівані в серпні 1101 року. Дехто з лідерів, у тому числі Раймонд, Стефан Блуазький і Ансельм IV Міланський, вижив і відступив до Константинополя.
- Війська на чолі з Вільгельмом II Неверським намагалися наздогнати лангобардів, але були схоплені та розгромлені в Гераклеї. Знедолені лідери зрештою дісталися Антіохії.
- Вільгельм IX Аквітанський, Вельф IV Баварський, Іда Формбах-Рательнбергська та Гуго, граф Вермандуа, досягли Гераклеї пізніше і також зазнали поразки. Лідери знову втекли з поля та вижили, хоча Г’ю помер від ран у Тарсі, а Іда зникла. Залишки армії допомогли Раймонду захопити Тортосу. [46]

Поразка хрестоносців довела мусульманському світу, що хрестоносці не були непереможними, якими вони здавалися під час Першого хрестового походу. Через кілька місяців після поразки франки та фатимідський Єгипет почали бої в трьох битвах при Рамлі та одній при Яффі :
- У першій 7 вересня 1101 року Балдуїн I і 300 лицарів з невеликою перемогою розгромили фатимідського візира аль-Афдала Шаханшаха. [47]
- У другому 17 травня 1102 року син аль-Афдала Шараф аль-Ма'алі та переважаючі сили завдали великої поразки франкам. Серед загиблих були Стефан Блуазький і Стефан Бургундський із хрестового походу 1101 року. Балдуїн I втік до Арсуфа. [47]
- Перемога в битві при Яффі 27 травня 1102 року врятувала королівство від фактичного краху. [47]
- У третій битві під Рамлою 28 серпня 1102 року коаліція військ Фатімідів і Дамесена знову зазнала поразки від Балдуїна I та 500 лицарів. [48]

Даніті. [57]
У квітні 1118 року Балдуін I помер через хворобу під час набігу на Єгипет. [58] Його двоюрідний брат Балдуін Едеський був одноголосно обраний його наступником. [59] У червні 1119 року Ільгазі, нині емір Алеппо, напав на Антіохію з більш ніж 10 000 чоловік. Армія Роджера Салернського, яка складалася з 700 лицарів, 3000 піших воїнів і корпусу тюркополів, зазнала поразки в битві біля Агера Сангвініса, або поля крові, і Роджер був серед багатьох убитих. [60] Контратака Болдуїна II призвела до завершення наступу після безрезультатної другої битви під Телль-Данітом. [60]
Раймонда свободу. Іоанн II Комнін, імператор з 1118 року, підтвердив претензії Візантії на Кілікію та Антіохію, змусивши Раймонда Пуатьє віддати належне. У квітні 1138 року візантійці та франки спільно взяли в облогу Алеппо і безуспішно почали облогу Шайзара, покинувши його через місяць. [70]
13 листопада 1143 року, коли королівське подружжя перебувало в Акрі, Фульк загинув на полюванні. На Різдво 1143 року їхній син Балдуін III Єрусалимський був коронований як співправитель разом зі своєю матір'ю. [71] Того ж року, підготувавши свою армію до нового нападу на Антіохію, Іоанн II Комнін пішов полювати на кабана, порізавшись отруєною стрілою. Він помер 8 квітня 1143 року, його наступником на посаді імператора став його син Мануїл I Комнін. [72]
Після смерті Іоанна візантійська армія відступила, залишивши Зенгі без опору. Смерть Фулька пізніше того ж року залишила Жосцеліна II з Едеси без могутніх союзників, які могли б допомогти захистити Едессу. Зенгі прибув на північ, щоб розпочати першу облогу Едеси, прибувши 28 листопада 1144 р. [73] Місто було попереджено про його прибуття та було готове до облоги, але вони мало що могли зробити. Зенгі зрозумів, що захисників немає, і оточив місто. Стіни впали 24 грудня 1144 року. Війська Зенгі увірвалися в місто, вбиваючи всіх, хто не зміг втекти. Усіх полонених франків було страчено, але корінним християнам дозволили жити. Хрестоносці зазнали першої серйозної поразки. [74]
Зенгі був убитий рабом 14 вересня 1146 року, і його наступником у династії Зенгідів став його син Нур-ад-Дін. Франки відбили місто під час другої облоги Едеси 1146 року непомітно, але не змогли взяти чи навіть належним чином обложити цитадель. [75] Після короткої контроблоги Нур-ад-Дін взяв місто. Чоловіків було вбито, а жінок і дітей поневолено, а стіни зруйновано. [76]

## Другий хрестовий похід
Докладніше: Другий хрестовий похід
Падіння Едеси викликало велике занепокоєння в Єрусалимі та Західній Європі, пом'якшивши повний ентузіазму успіх Першого хрестового походу. Заклики до нового хрестового походу – Другого хрестового походу  – пролунали негайно, і це був перший, який очолили європейські королі. Одночасні кампанії в рамках Реконкісти та Північних хрестових походів також іноді асоціюються з цим хрестовим походом. [77] Після хрестового походу мусульманський світ об'єднався навколо Саладіна, що призвело до падіння Єрусалиму. [78]
Євгеній III, нещодавно обраний папою, видав буллу Quantum praedecessores у грудні 1145 року, закликаючи до нового хрестового походу, який мав би бути більш організованим і централізованим, ніж Перший. Армії очолили б найсильніші королі Європи, а маршрут був заздалегідь спланований. Папа закликав Бернара Клервоського проповідувати Другий хрестовий похід, надавши ті самі індульгенції, які були надані першим хрестоносцям. Серед тих, хто відповів на заклик, були два європейські королі, Людовик VII Франції та Конрад III Німеччини. Людовик, його дружина Елеонора Аквітанська та багато князів і лордів впали до ніг Бернара, щоб прийняти хрест. Конрад і його племінник Фрідріх Барбаросса також отримали хрест з руки Бернара. [79]
Конрад III і німецький контингент планували вирушити до Святої Землі на Великдень, але вирушили лише в травні 1147 року. Коли німецька армія почала перетинати територію Візантії, імператор Мануїл I розмістив свої війська, щоб уникнути проблем. У вересні відбулася коротка битва за Константинополь, і їхня поразка від імператора переконала німців швидко рухатися до Малої Азії. Не чекаючи французького контингенту, Конрад III вступив у бій із сельджуками Руму під керівництвом султана Месуда I, сина та наступника Кілідж Арслана, ворога Першого хрестового походу. Месуд і його сили майже повністю знищили контингент Конрада під час Другої битви при Дорілеумі 25 жовтня 1147 року [80].
Французький контингент вирушив у червні 1147 р. Тим часом Рожер II Сицилійський, ворог Конрада, вторгся на територію Візантії. Мануелю I потрібна була вся його армія, щоб протистояти цій силі, і, на відміну від армій Першого хрестового походу, німці та французи увійшли в Азію без допомоги Візантії. Французи зустріли залишки армії Конрада в північній Туреччині, і Конрад приєднався до сил Людовіка. Вони відбили напад сельджуків у битві при Ефесі 24 грудня 1147 року. Через кілька днів вони знову здобули перемогу в битві біля Меандру. Людовіку не пощастило в битві біля гори Кадмус 6 січня 1148 року, коли армія Месуда завдала великих втрат хрестоносцям. Незабаром після цього вони відпливли до Антіохії, майже повністю знищені битвою та хворобою. [81]
спалив Тортосу, ненадовго окупував місто, перш ніж його захопили тамплієри як військовий штаб. [90]
Перемога Нур-ад-Діна в битві при Інабі, 1149 р. Ілюстрація з Проходів на вулицях, бл.  1490.
Після того, як 22 серпня 1153 року облога Аскалона завершилася перемогою хрестоносців, Дамаск був узятий Нур-ад-Діном наступного року, об’єднавши всю Сирію під правлінням Зенгіда. У 1156 році Балдуїн III був змушений укласти договір з Нур-ад-Діном, а пізніше вступив у союз з Візантійською імперією. 18 травня 1157 року Нур-ад-Дін розпочав облогу контингенту лицарів-госпітальєрів у Баніасі, при цьому великий магістр Бертран де Бланкфор був захоплений у полон. Балдуїн III зміг прорвати облогу, але в червні потрапив у засідку біля броду Джейкоба. Підкріплення з Антіохії та Триполі змогли допомогти обложеним хрестоносцям, але того місяця вони знову зазнали поразки в битві біля озера Хуле. У липні 1158 року хрестоносці здобули перемогу в битві біля Бутаїхи. Полон Бертрана тривав до 1159 року, коли імператор Мануїл I домовився про союз із Нур-ад-Діном проти сельджуків. [91]
Фуле восени 1183 року, Саладін посилив свої атаки проти франків, що призвело до їхньої поразки в битві при Крессоні 1 травня 1187 року. Гі Лузіньян відповів, зібравши найбільшу армію, яку мав Єрусалим. будь-коли введені в поле. Саладін заманив ці війська в непривітну місцевість без запасів води та розгромив їх у битві при Хаттіні 4 липня 1187 року. Одним із головних полководців був Раймонд III з Триполі, який бачив, як його військо було вбито, а деякі лицарі дезертирували до ворога та ледве врятувалися., лише для того, щоб вважати його зрадником і боягузом. [103] Гі Лузіньян був одним із небагатьох полонених Саладіна після битви, разом із Рейнальдом Шатійонським і Гемфрі IV Торонським. Рейнальда обезголовили, звівши старі рахунки. Гай і Хамфрі були ув'язнені в Дамаску, а потім звільнені в 1188 році [104].
В результаті його перемоги велика частина Палестини швидко відійшла до Саладіна. Облога Єрусалиму почалася 20 вересня 1187 року, і 2 жовтня Священне місто було здано Саладіну Баліаном з Ібеліна. За деякими даними, 19  жовтня 1187 року Урбан III помер, почувши про поразку. [105] Єрусалим знову опинився в руках мусульман. Багато в королівстві втекли до Тіра, і наступна атака Саладіна під час облоги Тіра, яка розпочалася в листопаді 1187 року, була невдалою. Облога замку Белвуар почалася наступного місяця, а через рік фортеця Госпітальєрів остаточно впала. Облога Лаодікеї та замку Сахюн у липні 1188 року та облога аль-Шугура та замку Бурзі у серпні 1188 року ще більше зміцнили досягнення Саладіна. Облога Цфата наприкінці 1188 року завершила завоювання Саладіном Святої землі. [99]

## Третій хрестовий похід
Роки після заснування Єрусалимського королівства були зустрінуті численними лихами. Другий хрестовий похід не досяг своїх цілей і залишив мусульманський Схід у сильнішому становищі з піднесенням Саладіна. Об’єднання Єгипту та Сирії призвело до втрати самого Єрусалиму, і Західна Європа не мала іншого вибору, як розпочати Третій хрестовий похід, цього разу на чолі з королями Європи.
Звістка про катастрофічну поразку в битві при Хаттіні та наступне падіння Єрусалиму поступово дійшла до Західної Європи. Урбан III помер незабаром після того, як почув цю новину, і його наступник Григорій VIII видав буллу Audita tremendi 29 жовтня 1187 року, описуючи події на Сході та закликаючи всіх християн взяти до рук зброю та піти на допомогу тим, хто жив у Єрусалимському королівстві, закликаючи до нового хрестового походу на Святу Землю – Третій хрестовий похід  – який очолять Фрідріх Барбаросса, Філіпп II Август та Річард I Левове Серце.
У березні 1190 року війська Фрідріха I Барбаросса переправилися в Азію, рушили на південний схід і, після страшних втрат, пробилися через усю Малу Азію, але несподівано після переходу через Тавр імператор потонув у річці Салефе. Частина його війська розійшлася, багато загинули, інших герцог Швабії Фрідріх VI привів в Антіохію, а потім до Акри. У січні 1191 р. він помер від морової виразки. Навесні прибули французький король Філіп II Август, англійський король Річард I Левове Серце і герцог Леопольд Австрійський. По дорозі Річард I Левове Серце переміг імператора Кіпру Ісака Комніна, який змушений був здатися. Його ув'язнили в сирійському замку, де тримали майже до самої смерті, а Кіпр потрапив під владу хрестоносців. Облога Акри йшла погано внаслідок розбрату між французьким і англійським королями, а також між Гі де Лузіньяном і маркграфом Конрадом Монферратським, який заявив по смерті дружини Гі претензії на єрусалимську корону й одружився з Ізабеллою Єрусалимською, сестрою й спадкоємницею померлої Сибілли.
Тільки 12 липня 1191 року Акра здалася після майже дворічної облоги. Конрад і Гі примирилися вже після узяття Акри; перший був визнаний спадкоємцем Гі й одержав Тір, Бейрут і Сидон. Незабаром після цього відплив на батьківщину Філіпп II із частиною французьких лицарів, але Гуго Бургундський, Генріх Шампанський і багато інших знатних хрестоносців залишилися в Сирії. Річард Левове Серце завдав Саладіну поразки в битві при Арзуфі, але через брак води та постійні сутички з мусульманськими загонами армія християн не зуміла відвоювати Єрусалим — англійський король двічі підходив до міста і обидва рази не наважився на штурм.
Річард знову розбив Саладіна в битві при Яффі, але незабаром до нього дійшли чутки про захоплення молодшим братом Іоанном влади в Англії, а королем Філіппом — його земель у Франції. Нарешті, у вересні 1192 року Річард Левове Серце і Саладін уклали перемир'я: мусульманський лідер визнавав узбережжя від Тіра до Яффи володіннями хрестоносців, але Єрусалим залишився у владі мусульман, християнам було лише дозволено відвідувати святе місто. Після цього англійський король відплив на батьківщину для повернення влади.
Через три роки Генріх VI розпочав Хрестовий похід 1197 року. Коли його війська були в дорозі до Святої Землі, Генріх VI помер у Мессіні 28 вересня 1197 року. Знать, що залишилася, захопила узбережжя Леванту між Тіром і Триполі, перш ніж повернутися до Німеччини. Хрестовий похід завершився 1 липня 1198 року після захоплення Сідона та Бейрута.

## Четвертий хрестовий похід
У 1198 році нещодавно обраний Папа Інокентій III оголосив новий хрестовий похід, організований трьома французами: Теобальдом Шампанським ; Людовик Блуазький ; і Балдуін Фландрський. Після передчасної смерті Теобальда італієць Боніфацій Монферратський змінив його на посаді нового командувача кампанією. Вони уклали договір з Венеціанською республікою на транспортування 30 000 хрестоносців вартістю 85 000 марок. Однак багато хто вибрав інші порти посадки, і лише близько 15 000 прибули до Венеції. Венеціанський дож Енріко Дандоло запропонував, щоб Венеція отримала компенсацію прибутками від майбутніх завоювань, починаючи з захоплення християнського міста Зара. Роль Папи Інокентія III була неоднозначною. Він засудив атаку лише тоді, коли почалася облога. Він відкликав свого легата, щоб відмежуватися від нападу, але, здавалося, визнав його неминучим. Історики сумніваються, чи могло для нього папське бажання врятувати хрестовий похід переважило моральні міркування пролиття християнської крові. [117] До хрестового походу приєднався король Швабії Філіп, який мав намір використати хрестовий похід, щоб поставити імператором свого шурина у вигнанні, Олексія IV Ангела. Це вимагало повалення Олексія III Ангела, дядька Олексія  IV. Олексій IV запропонував хрестовому походу 10 000 війська, 200 000 марок і возз’єднання грецької церкви з Римом, якщо вони скинуть його дядька імператора Олексія III. [118] Коли хрестовий похід увійшов до Константинополя, Олексій  III утік і був замінений своїм племінником. Грецький опір спонукав Олексія  IV шукати підтримки від хрестового походу, поки він не зможе виконати свої зобов’язання. Це закінчилося його вбивством під час жорстокого антилатинського повстання. У хрестоносців не було придатних для плавання кораблів, припасів і продовольства. Їхній єдиний шлях втечі пролягав через місто, забравши силою те, що обіцяв Олексій, а новий антизахідний візантійський правитель – Олексій V Дука  – відмовив їм. Пограбування Константинополя передбачало триденне грабунок церков і вбивство значної частини греко-православного населення. Це розграбування не був чимось незвичайним, враховуючи жорстокі військові стандарти того часу, але сучасники, такі як Інокентій III та Алі ібн аль-Атір, вважали це звірством проти століть класичної та християнської цивілізації. [119]

## П'ятий хрестовий похід
П'ятий хрестовий похід (1217–1221) — це кампанія західноєвропейців, спрямована на повернення Єрусалиму та решти Святої Землі, спочатку завоювавши Єгипет, яким правив султан аль-Аділ, брат Саладіна. У 1213 році Інокентій III закликав до нового хрестового походу на Четвертому Латеранському соборі та в папській буллі Quia maior. [120] Інокентій помер у 1216 році, його наступником став Гонорій III, який негайно закликав Андрія II з Угорщини та Фрідріха II з Німеччини очолити хрестовий похід. [121] Фрідріх взяв хрест у 1215 році, але відклався, оскільки його корона все ще була предметом суперечки, і Гонорій затримав експедицію. [122]
визнаний зрадником за протидію планам і під загрозою відлучення від церкви, Джон приєднався до військ під командуванням легата. У наступній битві при Мансурі наприкінці серпня аль-Каміль відкрив шлюзи вздовж правого берега Нілу, затопивши територію та унеможлививши битву. [130] Пелагію не залишалося нічого іншого, як здатися. [131]
Хрестоносці все ще мали певний вплив, оскільки Дамієтта була добре укомплектована. Вони запропонували султану вихід з Дамієтти та восьмирічне перемир'я в обмін на пропуск армії хрестоносців, звільнення всіх полонених і повернення реліквії Істинного Хреста. До офіційної капітуляції Дамієтти обидві сторони мали заручників, серед яких Іоанн з Брієни та Герман із Сальзи з боку франків і син аль-Каміля з боку Єгипту. [132] Магістрів військових орденів було відправлено до Дамієтти, де війська не хотіли здаватися, з новиною про капітуляцію, яка відбулася 8 вересня 1221 р. П’ятий хрестовий похід завершився, сумна невдача, навіть не в змозі отримати повернення частинки Істинного Хреста. [133]

## Шостий хрестовий похід
Фрідріх зробив останні зусилля, щоб помиритися з Григорієм. Це не мало ефекту, і Фрідріх відплив із Бріндізі в червні 1228 року. Після зупинки на Кіпрі Фрідріх II прибув до Акри 7 вересня 1228 року і був тепло прийнятий військовими орденами, незважаючи на його відлучення. Армія Фрідріха була невеликою, в основному німцями, сицилійцями та англійцями. [143] З війська, яке він надіслав у 1227 році, більшість повернулася додому. Він не міг ні дозволити собі, ні здійснити подовжену кампанію у Святій Землі, враховуючи триваючу Війну Ключів з Римом. Шостий хрестовий похід був би походом переговорів. [144]
Після вирішення міжусобної боротьби в Сирії позиція аль-Каміля була сильнішою, ніж роком раніше, коли він зробив свою первісну пропозицію Фрідріху. З невідомих причин обидві сторони дійшли згоди. Яффський договір був укладений 18 лютого 1229 року, коли аль-Каміль здав Єрусалим, за винятком деяких мусульманських святих місць, і погодився на десятирічне перемир'я. [145] Фрідріх увійшов до Єрусалиму 17 березня 1229 року і отримав офіційну здачу міста від агента аль-Каміля, а наступного дня він коронувався. [146] 1 травня 1229 року Фрідріх вирушив з Акри та прибув на Сицилію за місяць до того, як папа дізнався, що він покинув Святу Землю. Фрідріх домігся від папи звільнення від відлучення 28 серпня 1230 року за договором у Чепрано. [147]
Результати Шостого хрестового походу не були загальновизнаними. Два листи від християнської сторони розповідають різні історії [148] : Фрідріх вихваляється великим успіхом починання, а латинський патріарх малює похмуру картину імператора та його досягнень. З боку мусульман сам аль-Каміль був задоволений угодою, але інші вважали договір катастрофічною подією. [149] Зрештою, Шостий хрестовий похід успішно повернув Єрусалим під християнське правління та створив прецедент, досягнувши успіху в хрестовому поході без участі папи.

### Хрестові походи 1239-1241 рр.
Хрестові походи 1239–1241 рр., також відомі як Хрестовий похід Баронів, — серія хрестових походів до Святої Землі, які з точки зору території були найуспішнішими з часів Першого хрестового походу. [150] Основні експедиції окремо очолили Теобальд I Наваррський і Річард Корнуольський. [151] Ці хрестові походи іноді обговорюються разом із походами Болдуїна Куртенейського до Константинополя. [152]
імператором, після чого розпочав хрестовий похід. Потім Балдуін обложив і захопив Цурулум, нікейську фортецю в сімдесяти п'яти милях на захід від Константинополя. [160]
Хоча хрестовий похід баронів повернув королівство до його найбільшого розміру з 1187 року, досягнення були різко скасовані через кілька років. 15 липня 1244 року місто було перетворено на руїни під час облоги Єрусалиму, а його християн було вбито Хоразмійською армією. Через кілька місяців битва при Ла-Форбі остаточно підірвала християнську військову міць у Святій Землі. Пограбування міста та різанина, що супроводжувала це, спонукали Людовика IX Французького до організації Сьомого хрестового походу. [161]

## Сьомий хрестовий похід
Докладніше: Сьомий хрестовий похід
П’ятого хрестового походу. Людовик не бажав вести переговори з невірними мусульманами, але безуспішно домагався франко-монгольського союзу, що віддзеркалювало те, чого прагнув Папа в 1245 році [169].
Ас-Саліх Айюб проводить кампанію в Дамаску, коли франки вторглися, оскільки він очікував, що хрестоносці висадяться в Сирії. Поспішаючи свої сили назад до Каїра, він звернувся до свого візира Фахр ад-Діна ібн ас-Шейха з проханням командувати армією, яка укріпила Дамієтту в очікуванні вторгнення. 5 червня 1249 року флот хрестоносців почав висадку та подальшу облогу Дамієтти. Після короткого бою єгипетський полководець вирішив покинути місто. [170] Примітно, що Дамієтту було захоплено лише з одним пораненим хрестоносцем. [171] Місто стало франкським містом, і Людовик дочекався, поки розлив Нілу вщухне, перш ніж наступати, пам’ятаючи уроки П’ятого хрестового походу. Втрата Дамієтти була шоком для мусульманського світу, і ас-Саліх Айюб запропонував обміняти Дамієтту на Єрусалим, як це зробив його батько тридцять років тому. Пропозиція була відхилена. До кінця жовтня 1249 року Ніл відступив і прибуло підкріплення. Настав час наступу, і франкська армія вирушила до Мансури. [172]
Султан помер у листопаді 1249 року, його вдова Шаджар ад-Дурр приховала звістку про смерть чоловіка. Вона підробила документ, який призначав його сина аль-Муаззама Тураншаха, який тоді перебував у Сирії, спадкоємцем, а Фахр ад-Діна — віце-королем. [173] Але хрестовий похід тривав, і до грудня 1249 року Людовик стояв табором на березі річки навпроти Мансури. [171] Протягом шести тижнів армії Заходу та Єгипту протистояли одна одній на протилежних сторонах каналу, що призвело до битви при Мансурі, яка завершилася 11 лютого 1250 року поразкою єгиптян. Людовик здобув перемогу, але ціною втрати значної частини своїх військ та їхніх командирів. Серед тих, хто вижив, були магістр тамплієрів Гійом де Соннак, який втратив око, Гумберт V де Боже, коннетабль Франції, Жан II Суассонський і герцог Бретані Пітер Молсерк. Серед загиблих були брат короля Роберт I Артуа, Вільям Лонгеспе та більшість його англійських послідовників, Петро Куртене та Рауль II Кусі. Але перемога була б недовгою. [174] 11 лютого 1250 року єгиптяни знову напали. Магістр тамплієрів Гійом де Соннак і діючий магістр госпітальєрів Жан де Роне були вбиті. Альфонс Пуатьє, який охороняв табір, був оточений і врятований прибічниками табору. З настанням ночі мусульмани припинили штурм. [175]
28 лютого 1250 року Тураншах прибув з Дамаска і почав єгипетський наступ, перехоплюючи човни, що привозили їжу з Дамієтти. Франків швидко охопили голод і хвороби. [176] Битва при Фаріскурі, що відбулася 6 квітня 1250 року, стала вирішальною поразкою армії Людовика. Людовик знав, що армія має бути виведена до Дамієтти, і вони вирушили вранці 5 квітня з королем у тилу та єгиптянами, які переслідували. Наступного дня мусульмани оточили армію і атакували повною силою. 6 квітня капітуляція Людовіка була домовлена безпосередньо з султаном Філіпом Монфорським. Короля та його оточення в ланцюгах відвезли до Мансури, а все військо було зібрано та взято в полон. [175]
Єгиптяни були не готові до великої кількості полонених, які складали більшу частину військ Людовика. Хворих негайно страчували, а кілька сотень обезголовлювали щодня. Луї та його командири були переведені в Мансуру, і почалися переговори про їх звільнення. Умови, на які погодилися, були суворими. Людовик мав викупитися шляхом капітуляції Дамієтти та його армії, заплативши мільйон безантів (згодом зменшений до 800 000). [177] Латинський патріарх Роберт Нантський пішов під охорону, щоб завершити домовленості щодо викупу. Прибувши до Каїра, він знайшов Тураншаха мертвим, убитого під час державного перевороту, спровокованого його мачухою Шаджар аль-Дурр. 6 травня Жоффруа Сергінський передав Дамієтту мусульманському авангарду. У Дамієтті залишилося багато поранених солдатів, і всупереч своїй обіцянці мусульмани вбили їх усіх. У 1251 році Францію охопив Хрестовий похід пастухів, популярний хрестовий похід, сформований з метою звільнення Людовика. [178] Після звільнення Людовик відправився в Акру, де залишався до 1254 року. Це вважається кінцем Сьомого хрестового походу. [162]

## Останні хрестові походи
Після поразки хрестоносців у Єгипті Людовик залишався в Сирії до 1254 року, щоб консолідувати держави хрестоносців. [179] Жорстока боротьба за владу розгорнулася в Єгипті між різними мамлюцькими лідерами та рештою слабких правителів Айюбідів. Загроза, яку представляє вторгнення монголів, призвела до того, що один із конкуруючих лідерів мамлюків, Кутуз, захопив султанат у 1259 році та об’єднався з іншою фракцією на чолі з Байбарсом, щоб перемогти монголів у Айн-Джалуті. Потім мамлюки швидко отримали контроль над Дамаском і Алеппо, перш ніж Кутуз був убитий і Байберс взяв контроль. [180]
Між 1265 і 1271 роками Бейбарс витіснив франків до кількох невеликих прибережних форпостів. [181] Бейбарс мав три ключові цілі: запобігти союзу між латинянами та монголами, викликати розбрат серед монголів (зокрема, між Золотою Ордою та Перським Ілханатом ) і зберегти доступ до запасу новобранців-рабів із російські степи. Він підтримав невдалий опір Манфреда Сицилійського нападу Карла та папства. Розбрат у державах хрестоносців призвів до конфліктів, таких як війна Святого Сави. Венеція витіснила генуезців з Акри до Тиру, де вони продовжували торгувати з Єгиптом. Дійсно, Байбарс домовився про вільний проїзд для генуезців з Михайлом  VIII Палеологом, імператором Нікеї, щойно відновленим правителем Константинополя. [182] У 1270 році Карл повернув  хрестовий похід свого брата короля Людовика IX, відомий як Восьмий хрестовий похід, на свою користь, переконавши його напасти на Туніс. Армія хрестоносців була спустошена хворобою, а сам Людовик помер у Тунісі 25  серпня. Флот повернувся до Франції. Принц Едуард, майбутній король Англії, і невелика свита прибули надто пізно для конфлікту, але продовжили шлях до Святої Землі в тому, що відомо як Хрестовий похід лорда Едварда. [183] Едвард пережив спробу вбивства, домовився про десятирічне перемир'я, а потім повернувся, щоб керувати своїми справами в Англії. Це завершило останню значну спробу хрестових походів у східному Середземномор’ї. [184]

## Занепад і падіння держави хрестоносців
Докладніше: Держави хрестоносців
У 1272–1302 роках відбулися численні конфлікти по всьому Леванту, а також у регіонах Середземномор’я та Західної Європи, і було запропоновано багато хрестових походів, щоб звільнити Святу Землю від контролю мамлюків. До них належать Григорія X, Карла I Анжуйського та Миколи IV, жоден з яких не був реалізований. Основними гравцями, які боролися з мусульманами, були королі Англії та Франції, королівства Кіпру та Сицилії, три Військові Ордени та Монгольський Ільханат. Кінець західноєвропейської присутності у Святій Землі був покладений падінням Триполі та їх подальшою поразкою під час облоги Акри в 1291 році. Християнським військам вдалося вижити до остаточного падіння Руаду в 1302 році [185].
Свята Земля більше не буде в центрі уваги Заходу, навіть незважаючи на те, що на початку чотирнадцятого століття були запропоновані різні хрестові походи. Лицарі-госпітальєри завоювали Родос у Візантії, зробивши його центром своєї діяльності на сто років. Орден тамплієрів, елітна бойова сила в королівстві, було розпущено. Монголи прийняли іслам, але як бойова сила розпалися. Мамлюкський султанат триватиме ще одне століття. Хрестові походи за звільнення Єрусалиму та Святої Землі завершилися. [186]

## Інші хрестові походи
Військові експедиції, здійснені європейськими християнами в 11, 12 і 13  століттях, щоб повернути Святу Землю в мусульман, стали зразком для війни в інших областях, які також цікавили Латинську Церкву. Це включало завоювання мусульманського Аль-Андалусу іспанськими християнськими королівствами в 12-13  століттях ; експансія німецьких Північних хрестових походів у язичницький регіон Балтії з 12 по 15 століття ; придушення неконформізму, особливо в Лангедоку під час того, що стало називатися Альбігойським хрестовим походом, і для тимчасової переваги папства в Італії та Німеччині, які зараз відомі як політичні хрестові походи. У 13-му та 14-му століттях також відбувалися несанкціоновані, але пов'язані з цим народні повстання за відновлення Єрусалиму, відомі під іншими назвами: Пастуші або Дитячі хрестові походи. [187] 
Урбан II прирівнював хрестові походи за Єрусалим до триваючого католицького вторгнення на Піренейський півострів, і хрестові походи проповідувалися в 1114 і 1118 роках, але саме Папа Каллікст II запропонував подвійний фронт в Іспанії та на Близькому Сході в 1122 році. Навесні 1147 р. Євген дозволив розширення своєї місії на Піренейський півострів, прирівнявши ці кампанії проти маврів до решти Другого хрестового походу. За успішною облогою Лісабона з 1 липня по 25 жовтня 1147 року послідувала шестимісячна облога Тортози, яка завершилася 30 грудня 1148 року поразкою маврів. [188] На півночі деякі німці не бажали воювати у Святій Землі, тоді як язичницькі венди були більш гострою проблемою. Вендський хрестовий похід 1147 року був частково успішним, але не зміг навернути язичників у християнство. [189] На час Другого хрестового походу три іспанські королівства були достатньо могутніми, щоб завоювати ісламські території — Кастилія, Арагон і Португалія. [190] У 1212 році іспанці здобули перемогу в битві при Лас-Навас-де-Толоса за підтримки іноземних бійців, які відповіли на проповіді Інокентія III. Багато з них дезертирували через толерантність іспанців до переможених мусульман, для яких Реконкіста була війною за панування, а не за винищення. [191] На противагу християнам, які раніше жили під мусульманським правлінням і називалися мозарабами, римський обряд безжально нав’язувався, і вони були поглинені основним католицизмом. [192] Аль-Андалус, ісламська Іспанія, була повністю придушена в 1492 році, коли емірат Гранада здався. [193]
У 1147 році Папа Євгеній III розширив ідею Калікста, дозволивши хрестовий похід на північно-східному кордоні Німеччини проти язичницьких венедів, що було переважно економічним конфліктом. [194] [195] З початку 13 століття була значна участь військових орденів, таких як Лівонські брати-мечоносці та Добжинський орден. Тевтонські лицарі відвернули зусилля від Святої Землі, поглинули ці ордени та заснували державу Тевтонського ордену. [196] [197] Таким чином у 1525 і 1562 роках утворилися Герцогство Пруссія та Герцогство Курляндія і Семигалія відповідно. [198]
хрестовий похід Деспенсера ; хрестові походи Махдія, Теделіс і Бона ; і Нікопольський хрестовий похід.
Загроза розширення Османської імперії спонукала до подальших хрестових походів у 15 столітті. У 1389 році османи перемогли сербів у битві біля Косова, завоювали контроль над Балканами від Дунаю до Коринфської затоки, у 1396 році розбили французьких хрестоносців і угорського короля Сигізмунда під Нікополем, у 1444 році знищили польські та угорські хрестоносці. військо під Варною, через чотири роки знову завдало поразки угорцям під Косово і в 1453 році захопило Константинополь. У 16  столітті відбувається все більше зближення. Габсбурги, французи, іспанці, венеційці та османи підписали договори. Король Франції Франциск I об’єднався з усіма сторонами, у тому числі з німецькими протестантськими князями та султаном Сулейманом Пишним. [208]
Антихристиянські хрестові походи занепали в XV  столітті, винятком були шість невдалих хрестових походів проти релігійно радикальних гуситів у Богемії та напади на вальденсів у Савойї. [209] Хрестовий похід став фінансовою справою; пріоритет віддавався комерційним і політичним цілям. Військова загроза з боку турків-османів зменшилася, що призвело до того, що хрестові походи проти Османської імперії застаріли в 1699 році з остаточним укладанням Священної ліги. [210] [211]

## Хрестоносний рух
До XI  ст. Латинська Церква розробила систему прощення та відпущення гріхів в обмін на розкаяння, сповідь і покаяння. Відшкодування через утримання від військової діяльності все ще становило труднощі для шляхетного класу воїнів. Це було революційно, коли Григорій VII запропонував відпущення гріхів, зароблених насильством, яке спонсорувала Церква, на підтримку своїх справ, якщо це було безкорисливо віддано наприкінці століття. [212] [213] Наступні папи розвинули це у надання повних індульгенцій, які зменшили всі накладені Богом тимчасові покарання. [214] Папство розвинуло «політичне августиніанство» у спроби усунути Церкву від світського контролю, стверджуючи верховенство церкви над світськими державами та Православною Церквою. Це було пов’язано з ідеєю, що Церква повинна активно втручатися у світ, щоб нав’язати «справедливість». [215]
У збережених текстах засвідчена чітка ідеологія, яка сприяла та регулювала хрестові походи. Церква визначила це в правових і богословських термінах на основі теорії священної війни та концепції паломництва. Богослов’я об’єднало старозавітні ізраїльські війни, які спонукав і підтримував Бог, із новозавітними христоцентричними поглядами. Священна війна базувалася на давніх уявленнях про справедливу війну. Богослов четвертого століття Августин з Гіппона християнізував це, і це зрештою стало парадигмою християнської священної війни. Богослови широко визнавали виправдання, що священна війна проти язичників була доброю, через їхню опозицію до християнства. [214] Свята Земля була спадщиною Христа; його відновлення було від імені Бога. Альбігойський хрестовий похід був захистом французької церкви, Північні хрестові походи були походами, спрямованими на завоювання земель, улюблених християнством матері Христа Марії. [216]
Натхненний Першим хрестовим походом, рух хрестоносців визначив західну культуру пізнього середньовіччя та вплинув на історію західного ісламського світу. [217] Християнство було геополітичним, і це лежало в основі практики середньовічної Церкви. Реформісти 11 століття підтримували ці ідеї, які занепали після Реформації. Ідеологія продовжувалася після 16-го  століття з військовими орденами, але зменшилася в конкуренції з іншими формами релігійної війни та новими ідеологіями. [218]

## Військові ордени
Військові ордени були формами релігійного ордена, вперше заснованого на початку XII ст. з функцією захисту християн, а також дотримання чернечих обітниць. Лицарі -госпітальєри мали медичну місію в Єрусалимі ще до Першого хрестового походу, а пізніше стали грізною військовою силою, яка підтримувала хрестові походи у Святій Землі та Середземномор’ї. Орден тамплієрів був заснований у 1119 році групою лицарів, які присвятили себе захисту паломників на  шляху до Єрусалиму. [219] Тевтонські лицарі були створені в 1190 році для захисту паломників як у Святій Землі, так і в Балтійському регіоні. [220]
Госпітальєри та тамплієри стали наднаціональними організаціями, оскільки підтримка папи призвела до багатих пожертвувань землі та доходів по всій Європі. Це, у свою чергу, призвело до постійного потоку новобранців і багатства для підтримки багатьох укріплень у державах хрестоносців. З часом вони перетворилися на автономні влади в регіоні. [221] Після падіння Акри госпітальєри переїхали на Кіпр, а потім правили Родосом, доки острів не захопили османи в 1522 році. Хоча в 1305 році Климент V говорив про злиття тамплієрів і госпітальєрів, зрештою тамплієрів було звинувачено в єресі і розпущено. Тевтонські лицарі підтримували пізніші прусські кампанії в п'ятнадцятому столітті.
- Госпітальєри (іоаніти)
- Мечоносці
- Тамплієри
- Тевтонський орден
- Авіський орден — лицарський орден у Португалії.
- Орден Христа — правонаступник Ордену тамплієрів у Португалії.
- Орден Святого Лазаря

## Мистецтво та архітектура
За словами історика Джошуа Правера, жоден великий європейський поет, теолог, учений чи історик не оселився в державах хрестоносців. Дехто пішов у паломництво, і це видно в нових образах та ідеях західної поезії. Хоча самі вони не мігрували на схід, їхні результати часто заохочували інших вирушити туди на паломництво. [222]
Історики вважають військову архітектуру хрестоносців Близького Сходу демонстрацією синтезу європейської, візантійської та мусульманської традицій і найбільш оригінальним і вражаючим художнім досягненням хрестових походів. Замки були відчутним символом домінування латинської християнської меншини над переважно ворожим більшістю населення. Вони також виконували роль центрів управління. [223] Сучасна історіографія відкидає консенсус 19-го століття про те, що жителі Заходу засвоїли основи військової архітектури на Близькому Сході, оскільки Європа вже пережила швидкий розвиток оборонних технологій ще до Першого хрестового походу. Прямий контакт з арабськими укріпленнями, спочатку побудованими візантійцями, справді вплинув на розвиток подій на сході, але відсутність документальних підтверджень означає, що залишається важко розрізнити важливість цієї культури проектування та обмеження ситуації. Останнє призвело до включення східних елементів дизайну, таких як великі водосховища, і виключення західних елементів, таких як рови. [224]
Як правило, дизайн церкви хрестоносців був у французькому романському стилі. Про це свідчить перебудова Гробу Господнього у XII ст. Він зберіг деякі візантійські деталі, але нові арки та каплиці були побудовані за зразками північної Франції, Аквітанії та Провансу. У скульптурі мало слідів будь-якого вцілілого місцевого впливу, хоча капітелі колон на південному фасаді Храму Гробу Господнього відповідають класичним сирійським зразкам. [225]
На відміну від архітектури та скульптури, саме у сфері образотворчої культури виявився асимільований характер суспільства. Протягом 12-го  та 13-го  століть вплив місцевих художників був продемонстрований в оздобленні святинь, картинах і виробництві ілюмінованих рукописів. Франкські практики запозичили методи від візантійців і місцевих художників, а також іконографічну практику, що призвело до культурного синтезу, проілюстрованого церквою Різдва Христового. Настінні мозаїки були невідомі на заході, але широко використовувалися в державах хрестоносців. Невідомо, чи зробили це місцеві ремісники, чи навчилися франкські, але розвинувся характерний оригінальний художній стиль. [226]
Рукописи виготовлялися та ілюструвалися в майстернях італійських, французьких, англійських та місцевих майстрів, що призвело до перехресного збагачення ідеями та техніками. Прикладом цього є Псалтир Мелісенди, створений кількома руками в майстерні, прибудованій до Гробу Господнього. Цей стиль міг як відобразити, так і вплинути на смак меценатів. Але те, що бачимо, — це збільшення стилізованого вмісту під візантійським впливом. Це поширилося на виготовлення ікон, невідомих у той час франкам, іноді у франкському стилі та навіть західних святих. Це вважається походженням італійського панно. [227] Хоча важко відслідковувати ілюмінацію рукописів і конструкції замку до їхнього походження, текстові джерела простіші. Переклади, зроблені в Антіохії, є помітними, але вони вважаються другорядними щодо творів, що походять з мусульманської Іспанії та гібридної культури Сицилії. [228]

## Фінансування
Фінансування та оподаткування хрестового походу залишили у спадок соціальні, фінансові та правові інститути. Власність стала доступною, тоді як монети та дорогоцінні матеріали почали циркулювати в Європі легше. Експедиції хрестових походів створили величезний попит на запаси продовольства, зброї та судноплавства, що принесло користь купцям і ремісникам. Побори для хрестових походів сприяли розвитку централізованих фінансових адміністрацій і зростанню папських і королівських податків. Це сприяло розвитку представницьких органів, згода яких була потрібна для багатьох форм оподаткування. [229]
Хрестові походи зміцнили обмін між східними та західними економічними сферами. Перевезення паломників і хрестоносців принесло значну користь італійським морським містам, таким як тріо Венеція, Піза та Генуя. Отримавши комерційні привілеї в укріплених місцях Сирії, вони стали улюбленими посередниками в торгівлі такими товарами, як шовк, прянощі, а також іншими харчовими продуктами та мінеральними продуктами. Таким чином торгівля з мусульманським світом вийшла за існуючі межі. Купці отримали додаткові переваги завдяки технологічним удосконаленням, а міжміська торгівля в цілому розширилася. [230] Збільшення обсягу товарів, що продаються через порти Латинського Леванту та мусульманського світу, зробило це наріжним каменем ширшої економіки Близького Сходу, що проявилося у важливих містах уздовж торговельних шляхів, таких як Алеппо, Дамаск і Акко. Для європейських купців ставало все більш звичним для європейських торговців заходити далі на схід, і бізнес вівся чесно, незважаючи на релігійні відмінності, і продовжувався навіть у часи політичної та військової напруженості. [229]

## Спадщина
Хрестові походи створили національні міфології, історії про героїзм і кілька топонімів. [231] Історичний паралелізм і традиція черпати натхнення з середньовіччя стали ключовими каменями політичного ісламу, заохочуючи ідеї сучасного джихаду та багатовікової боротьби проти християнських держав, тоді як світський арабський націоналізм підкреслює роль західного імперіалізму. [232] Сучасні мусульманські мислителі, політики та історики проводять паралелі між хрестовими походами та політичними подіями, такими як заснування Ізраїлю в 1948 році. [233]
Праві кола в західному світі проводять протилежні паралелі, вважаючи, що християнство перебуває під ісламською релігійною та демографічною загрозою, що аналогічно ситуації під час хрестових походів. Як відповідну відповідь подається символіка хрестоносців та антиісламська риторика. Ці символи та риторика використовуються для релігійного виправдання та натхнення для боротьби проти релігійного ворога. [234]

## Історіографія
Історіографія хрестових походів займається їхньою «історією історій» періоду хрестоносців. Тема є складною, її огляди представлені в розділах «Вибрана бібліографія Хрестових походів», [ 235] Сучасна історіографія [236] та Хрестові походи (Бібліографія та джерела ). [237] Історії, що описують хрестові походи, загалом поділяються на три типи: (1) первинні джерела хрестових походів, [238] які включають твори, написані в середньовічний період, як правило, учасниками хрестового походу або написані одночасно з подією, листи і документи в архівах, і археологічні дослідження; (2) вторинні джерела, починаючи з ранніх зведених робіт у 16 столітті й продовжуючи до сучасності; і (3) третинні джерела, насамперед енциклопедії, бібліографії та генеалогії.
Першоджерела. Основні джерела для хрестових походів зазвичай представлені в окремих статтях про кожен хрестовий похід і узагальнені в списку джерел для хрестових походів. [239] Для Першого хрестового походу сюди входять оригінальні латинські хроніки, включаючи Gesta Francorum, твори Альберта Аахенського та Фульхера Шартрського, Алексіаду візантійської принцеси Анни Комнін, Повний твір історії мусульманського історика Алі ібн аль- Атір і Хроніка вірменського історика Матвія Едеського. Багато з цих та пов’язаних із ними текстів можна знайти в збірках Recueil des historiens des croisades (RHC) і «Тексти хрестових походів у перекладі». Праця Вільгельма Тирського « Historia Rerum in Partibus Transmarinis Gestarum» і її продовження пізніших істориків завершують основоположну роботу традиційного хрестового походу. [240] Деякі з цих робіт також дають уявлення про пізніші хрестові походи та держави хрестоносців. Серед інших робіт:
- Розповіді очевидців Другого хрестового походу Одо з Дейла та Отто з Фрайзінга. Арабський вид з Дамаска надано ібн аль-Каланісі.
- Праці про Третій хрестовий похід, такі як Libellus de Expugnatione Terrae Sanctae per Saladinum expedition, Itinerarium Regis Ricardi, праці хрестоносців Тагено та Роджера з Хоудена, а також розповіді Річарда з Девізеса, Ральфа де Діцето, Ральфа з Коггесхолла та Арнольда з Любек. Цікаві також арабські твори аль-Ісфахані та аль-Макдісі, а також біографія Саладіна Баха ад-Діна ібн Шаддада.
- Четвертий хрестовий похід описаний у Devastatio Constantinopolitana та роботах Жоффруа Вільгардуена, у його хроніці De la Conquête de Constantinople, Роберта де Кларі та Гунтера Парісського. Погляд на Візантію представлений Нікетою Хоніатом, а арабська перспектива представлена Абу Шамою та Абул-Фідою.
- Історія П'ятого і Шостого хрестових походів добре представлена в працях Жака де Вітрі, Олівера Падерборнського і Роджера Вендоверського, а також в арабських роботах Бадр ад-Діна аль-Айні.
- Основні джерела для пізніших хрестових походів включають Gestes des Chiprois, Життя Святого Людовіка Жана де Жуанвіля, а також роботи Гійома де Нангіса, Матвія Паріса, Фідентія Падуанського та аль-Макрізі.

Після падіння Акри хрестові походи тривали протягом XVI століття. Основними посиланнями на цю тему є Wisconsin Collaborative History of the Crusades [241] і Норман Хауслі The Later Crusades, 1274–1580: From Lyons to Alcazar. [242] У цих роботах подано також повну бібліографію.
Вторинні джерела. Вторинні джерела про хрестові походи почалися в 16 столітті, коли одним із перших використав термін хрестові походи французький історик 17 століття Луї Маймбург у своїй «Історії хрестових походів для порятунку землі Святої». [243] [244] Інші твори XVIII століття включають «Histoire des Croisades» Вольтера [245] та «Занепад і падіння Римської імперії» Едварда Гіббона, уривок як «Хрестові походи, 1095–1261 рр. нашої ери». [246] Це видання також включає есе про лицарство Вальтера Скотта, чиї праці допомогли популяризувати Хрестові походи. На початку 19 століття французький історик Жозеф Франсуа Мішо опублікував монументальну «Histoire des Croisades» — важливий новий наратив, заснований на оригінальних джерелах. [247] [248]
Ці історії надали еволюцію поглядів на хрестові походи, як це детально обговорено в описі історіографії руху хрестових походів. Сучасні роботи, які служать вторинним джерелом, перераховані в розділі «Бібліографія» нижче і не потребують подальшого обговорення тут. [249]
Третинні джерела. Три такі праці: численні роботи Луї Бреєра про хрестові походи [250] в Католицькій енциклопедії; праці Ернеста Баркера [251] в Британській енциклопедії (11-е видання), пізніше розширене в окрему публікацію; [252] та Хрестові походи: Енциклопедія (2006), за редакцією історика Алана В. Мюррея. [253]

## Дивись також
- Історія хрестових походів : список внесків
- Бібліографія хрестових походів: сучасні праці
- Критика хрестового походу
- Історики та історії хрестових походів
- Історія християнства
- Історія лицарів-госпітальєрів у Леванті
- Історія ордену тамплієрів
- Військова історія держав хрестоносців
- Жінки в хрестових походах

## У культурі

### В біології
- Вусач-коренеїд хрестоносець

### В кіно
- Хрестоносці (фільм)
- Хрестоносець (фільм, 1932)
- Хрестоносці (фільм, 2001)
- Хрестоносець у джинсах (фільм)
- Царство небесне (фільм,2005)

### В літературі
- Хрестоносець у джинсах (роман)

### В суспільстві
- Орден Хрестоносців (пластовий курінь)

- Alan V. (ed.). Хрестові походи: Енциклопедія. том. II: D–J. ABC-CLIO. С. 627–631. ISBN 978-1-57607-862-4.
- Мунро, Дана Карлтон (1902). Листи хрестоносців. Переклади та передруки з першоджерел європейської історії. Університет Пенсільванії.
- Мюррей, Алан В. (2006). Хрестові походи: Енциклопедія. ABC-CLIO. ISBN 978-1-57607-862-4.
- Мюррей, Алан В. (2009). Учасники третього хрестового походу. Оксфордський словник національної біографії.
- Норгейт, Кейт (1924). Річард Левове Серце. Макміллан і Ко.
- Оман, Чарльз (1924). Історія військового мистецтва в середні віки. Метеун.
- Перрі, Гай (2013). Іоанн Брієннський: король Єрусалиму, імператор Константинополя, бл. 1175–1237. Cambridge University Press. ISBN 978-1-107-04310-7.
- Правер, Джошуа (1972). Королівство хрестоносців. Фенікс Прес. ISBN 978-1-84212-224-2.
- Річард, Джин К. (1999). Хрестові походи, c. 1071 – ц. 1291. Cambridge University Press. ISBN 978-0-521-62566-1.
- Райлі-Сміт, Джонатан (1973). Феодальна знать і Єрусалимське королівство, 1174–1277 рр. Макміллан. ISBN 978-0-333-06379-8.
- Райлі-Сміт, Джонатан (1995). «Рух хрестоносців та історики». У Riley-Smith, Jonathan (ed.). Оксфордська ілюстрована історія хрестових походів. Oxford University Press. С. 1–12. ISBN 978-0-19-285428-5.
- Райлі-Сміт, Джонатан (2001). Оксфордська ілюстрована історія хрестових походів. Oxford University Press. ISBN 978-0-19-285428-5.
- Рансімен, Стівен (1952). Історія хрестових походів, том другий: Єрусалимське королівство та франкський схід, 1100–1187. Cambridge University Press. ISBN 978-0-521-34771-6.
- Рансімен, Стівен (1954). Історія хрестових походів, Том третій: Королівство Акрі та пізніші хрестові походи. *Cambridge University Press. ISBN 978-0-521-34772-3.
- Слек, Корлісс К. (2013). Історичний словник хрестових походів. Опудало Прес. ISBN 978-0-8108-7830-3.
- Саммерсон, Генрі (2005). Хрестовий похід лорда Едуарда. Оксфордський словник національної біографії.
- Тайрман, Крістофер (1996). Англія та хрестові походи, 1095–1588. Преса Чиказького університету. ISBN 978-0-226-82012-5.
- Тайрман, Крістофер (2006). Божа війна: нова історія хрестових походів. Belknap Press. ISBN 978-0-674-02387-1.
- Тайрман, Крістофер (2011). Дебати про хрестові походи, 1099–2010. Manchester University Press. ISBN 978-0-7190-7320-5.
- Тайрман, Крістофер (2019). Світ хрестових походів. Видавництво Єльського університету. ISBN 978-0-300-21739-1.
- von Sybel, Heinrich (1861). Історія та література хрестових походів. G. Routledge & Son, Limited.

## Інтернет-ресурси
- Історія Християнства: війни, хрестоносці, єзуїти, тамплієри, інквізиція, відьми.